# Abalos Undae
Az Abalos Undae dűnemező a Mars északi-sarka közelében. Egyike a négy északi dűnemezőnek, az Olympia Undae, a Hyperboreae Undae és a Siton Undae mellett. Az északi-sarktól egészen a Vastitas Borealis alföldig terjed.
Valószínűleg a Rupes Tenuis eróziójának következtében alakult ki, elnevezését 1988-ban fogadták el.